# Xiao He
Xiao He (? - zm. 193 p.n.e.) – pierwszy kanclerz dynastii Han.
Xiao He urodził się w miejscowości Feng (dzis. powiat Feng w Xuzhou) w okręgu (xian, 縣) Pei (dzis. powiat Pei w Xuzhou), gdzie za dynastii Qin osiągnął pozycję przełożonego urzędników. Wykorzystując swoje urzędowe stosunki miał on pomagać przyszłemu cesarzowi Liu Bangowi (202 - 195 p.n.e.) w czasach gdy ten był jeszcze zwykłym poddanym. W 209 p.n.e., na początku rebelii przeciwko dynastii Qin, wraz z naczelnikiem więzienia Cao Shenem wezwał dowodzącego wówczas kilkusetosobowym oddziałem Liu Banga do objęcia władzy w okręgu Pei. Od tej pory Xiao He służył Liu Bangowi, początkowo jako doradca (Cheng, 丞), a następnie kanclerz (Chengxiang, 丞相). Kiedy Liu Bang wkroczył do Xianyangu w 206 p.n.e. w przeciwieństwie do innych dowódców Xiao He nie dążył do zagarnięcia łupów, lecz zabrał wszystkie spisy praw i rozkazów oraz wszelkie mapy, dzięki czemu Liu Bang mógł "posiąść znajomość wszystkich miejsc strategicznych w cesarstwie, liczebności ludności każdej z krain, ich siły lub słabości".
To także Xiao He polecił Liu Bangowi Han Xina, który następnie został naczelnym dowódcą wojsk przyszłego cesarza. Kiedy Liu Bang walczył z Xiangiem Yu, Xiao He zarządzał dawnymi ziemiami królestwa Qin i bezustannie wzmacniał jego siły, dosyłając mu zaopatrzenie i świeżych rekrutów. Po zwycięskiej wojnie w 202 p.n.e. Liu Bang uznał, że to Xiao He położył w niej największe zasługi i wynagrodził go nadając mu tytuł markiza Zan (Zan Hou, 酇侯). Jako kanclerz Xiao He miał skompilować nowy kodeks prawa (Jiuzhang lü, 九章律), dodając do sześciu rozdziałów kodeksu Qin trzy nowe rozdziały - ponadto istniały dwa rozdziały dotyczące spraw proceduralnych. Kompilacja została ukończona w 200 p.n.e. W trakcie buntu Chen Xi w 196 p.n.e. obawiano się, że poprze go także Han Xin i Xiao He pomógł w jego ujęciu. Wynagrodzono go za to przyznając mu tytuł radcy stanu (xiangguo, 相國), "najwyższe stanowisko i honor w państwie". Mimo to stosunki Xiao He z cesarzem pogarszały się, ponieważ ten bał się także jego buntu. Kiedy Xiao He poprosił Liu Banga o oddanie części parku cesarskiego ludziom na uprawę ten wtrącił go do więzienia. Wkrótce jednak cesarz przemyślał sprawę i uwolnił Xiao He. Xiao He pozostał kanclerzem za panowania Huidi (195 - 188 p.n.e.) i przed swoją śmiercią polecił jako swojego następcę Cao Shena.